# ارکستر دولتی مجلسی جمهوری آذربایجان

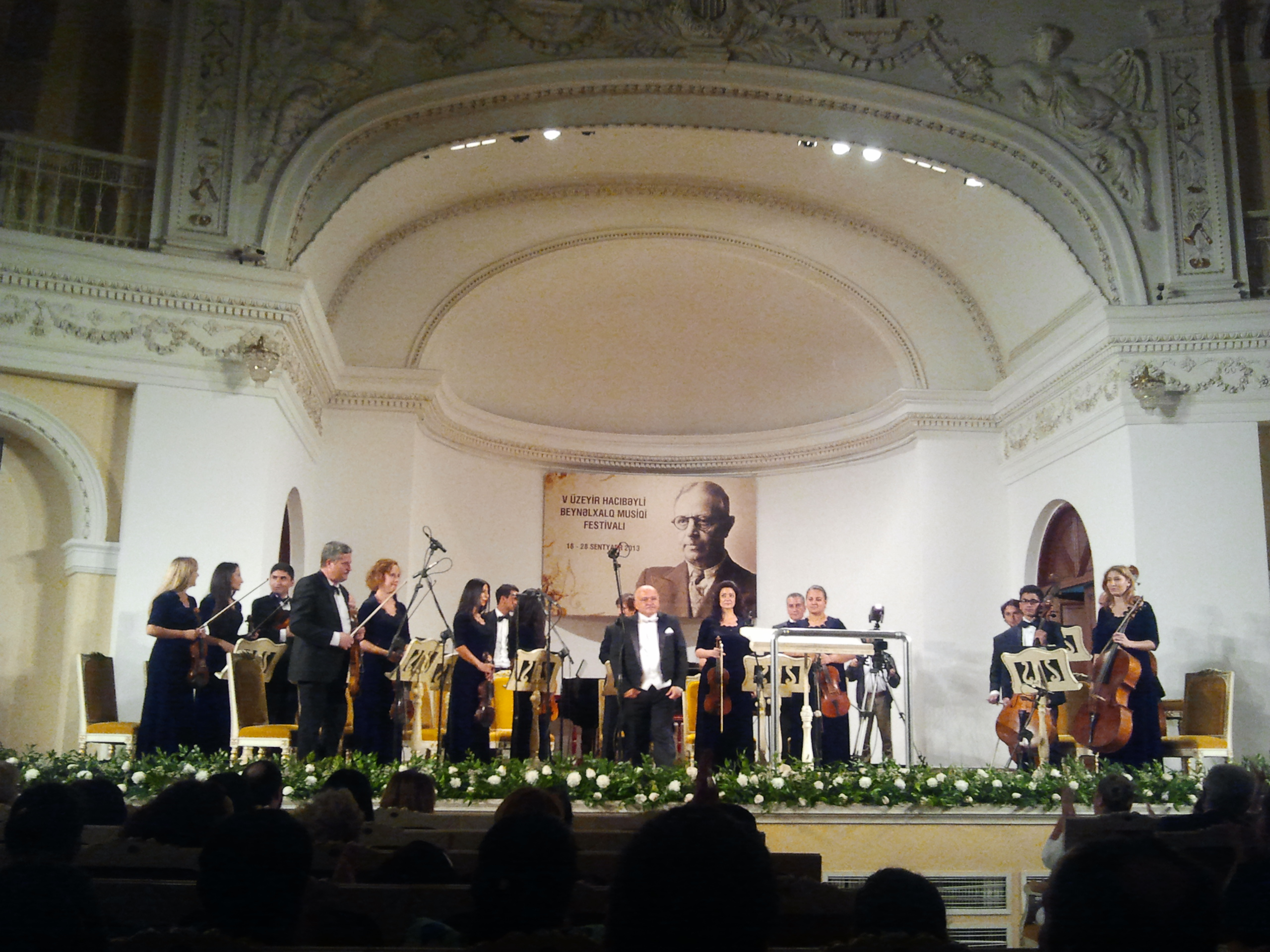
اجرای ارکستر دولتی مجلسی جمهوری آذربایجان در جشنواره بین‌المللی موسیقی عزیر حاجی‌بیگف در سال ۲۰۱۳

ارکستر دولتی مجلسی جمهوری آذربایجان (ترکی آذربایجانی: Azərbaycan Dövlət Kamera Orkestri) یک ارکستر مجلسی است که در باکو، پایتخت جمهوری آذربایجان قرار دارد. این ارکستر، در سال ۱۹۶۴ توسط فکرت امیروف و قارا قارایف بنیانگذاری شد. ارکستر معمولاً آثار آهنگ‌سازان آذربایجانی و کارهای برتر آهنگسازان اهل اروپای غربی و روسی را اجرا می‌کند.

## اطلاعات کلی
ارکستر دولتی مجلسی جمهوری آذربایجان به ابتکار فکرت امیروف و قارا قارایف، آهنگ‌سازان آذربایجانی، در سال ۱۹۶۴ تأسیس شد. از بدو تاسیسش تا سال ۱۹۹۲ ریاست ارکستر به عهده «ناظم رضایف» بود. ارکستر طی این مدت سفرهای کاری به شهرهای مختلف روسیه، و کشورهایی مانند چکسلواکی، لهستان، تونس، بوسنی و هرزگوین و ترکیه انجام داده‌است.
سکان هدایت ارکستر در بین سالهای ۱۹۹۲ الی ۱۹۹۵ در دست «رامیز ملک‌اصلانف» بود. ارکستر تحت رهبری او در آلمان برنامه اجرا کرد. سپس ارکستر را «یاشار ایمانوف» تا سال ۱۹۹۷ رهبری کرد. کارگردان هنری فعلی ارکستر مجلسی دولتی آذربایجان، «تیمور گویچایف»، هنرمند خلق جمهوری آذربایجان است که در سال ۱۹۹۸ به این سمت منصوب شد.
در سال ۲۰۰۷ از ارکستر دولتی مجلسی جمهوری آذربایجان در پاس ترویج موسیقی کلاسیک آذربایجانی با اهدای جایزه ملی «هومای» تقدیر به عمل آمد.

## کنسرت‌ها
ارکستر دولتی مجلسی جمهوری آذربایجان در کنسرت‌های «روزهای فرهنگی آذربایجان» که در کشورهای ترکیه (آنکارا و ازمیر)، فرانسه (استراسبورگ، کن، پاریس)، آلمان (مونیخ، درسدن)، یونان (آتن)، ایتالیا (میلان)، اتریش، گرجستان، ژاپن، مصر، کره جنوبی و سوئیس برپا شده‌اند، حضور پیدا کرده‌است. ارکستر در کنار اینکه در ماه ژوئیه سال ۱۹۹۸ در لندن اجرای موسیقی کرد، در ماه سپتامبر همان سال کنسرتی به مناسبت ۸۰- امین سالروز قارا قارایف در شهر پاریس نیز انجام داد. علاوه بر این، در سرتاسر سال ۲۰۱۱ در کنسرت‌های اختصاص یافته به ۲۰- امین سالگرد استقلال جمهوری آذربایجان از شوروی که در برلین، پاریس و رم برگزار شد حضور یافت. در ماه مه سال ۲۰۱۱ در رویداد «روزهای فرهنگی آذربایجان» در پکن شرکت کرد. در عین حال، در ماه ژوئیسه سال ۲۰۱۱ در فستیوال بین‌المللی موسیقی کلاسیک «راماتویال» در فرانسه حاضر شد.

## کارگردانان هنری
| نام               | دوره       |
| «ناظم رضایف»      | ۱۹۶۴–۱۹۹۲  |
| «رامیز ملک‌اصلانف» | ۱۹۹۲–۱۹۹۵  |
| «یاشار ایمانوف»   | ۱۹۹۵–۱۹۹۷  |
| «تیمور گویچایف»   | ۱۹۹۸-اکنون |